# Raguhn-Jeßnitz
Raguhn-Jeßnitz é um município da Alemanha, situado no distrito de Anhalt-Bitterfeld, no estado de Saxônia-Anhalt. Tem 97,09 km² de área, e sua população em 2019 foi estimada em 8.909 habitantes.